# Muzentoren

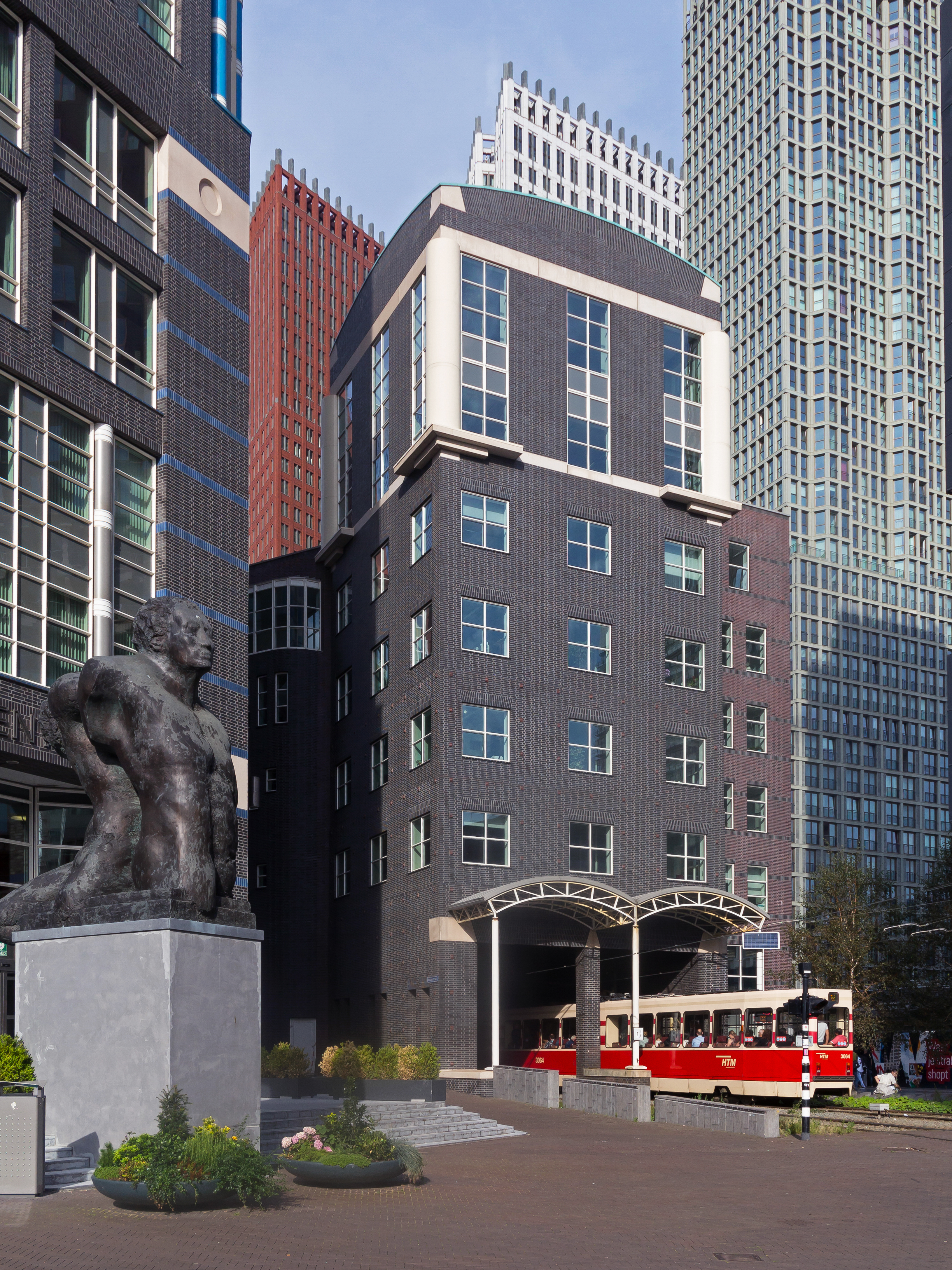
Gebouw naast de Muzentoren en de tram

Muzentoren is een hotel in de Resident, het moderne deel van de binnenstad van Den Haag. De Muzentoren staat aan de Fluwelen Burgwal. Het gebouw met een octagonale toren werd in 2001 opgeleverd. Inclusief masten is het 78 m hoog. Het bruto vloeroppervlak bedraagt 17.800 m² en het hotel telt 18 verdiepingen waarvan er 17 bruikbaar zijn; de bovenste is een lift- annex onderhoudsruimte. De toren heeft een hotelfunctie.
In het gebouw zijn diagonale lijnen aangebracht door middel van uitstekende stenen. Op één plek op de toren is door een verkeerd geplaatste steen een fout gemaakt. Dit kon niet meer worden gecorrigeerd en de misplaatste steen is nog steeds te zien. Zie ook de foto, de steen bevindt zich onder het tweede raam van rechts op de derde verdieping met gebogen gevel.
De Muzentoren geeft ook ruimte aan twee Marriott Hotels; Moxy The Hague en Residence Inn The Hague.